# Олуја (ТВ серија из 2007)
Олуја (шп. Tormenta en el paraiso) мексичка је теленовела, продукцијске куће Телевиса, снимана током 2007. и 2008.
У Србији је приказивана 2008. на телевизији Пинк.

## Синопсис
1519. године Азак, свештеник племена Маја сазнаје да је његова кћерка Иксми предала своју љубав и тело белцу. Тако је издала своју судбину и према законима племена, мора бити жртвована боговима заједно са понудама у злату и великим црним бисером. Разјарени Азак баца на благо страшну клетву: Онај ко узме у руке овај бисер, никад неће бити срећан!.
1987. године Ернан Ласкано и Елисео Браво истражују корални гребен Консумел и долазе до фантастичног открића. Проналазе црни бисер који је 5 векова лежао на дну мора. Кад Елисео додирне бисер, ослобађа се Азакова клетва и обузима га снажна похлепа, те изазове смрт свог пријатеља Ернана. Ернанова смрт оставља његову жену Анали и малолетну кћерку Ајмар у сиромаштву. Елисео доноси црни бисер и злато у Веракруз, али и клетву у себи. Сазнаје да га је Марија Тереса, његова жена, напустила и оставила му три сина: Давида, Николаса и Леонарда. Кад се Елисео опоравио од бола, са својим богатством, успева направити сточну фарму и да јој име „Рај“. Никоме не открива извор свог богатства, као ни издају коју је проузроковао прелепи црни бисер.
Пролази 20 година. Елисео је подигао своје синове који су стасали у младиће. Најстарији Давид нема жељу да управља породичним имањем, мрзовољни Леонардо нема среће у љубави, док једино Николас, познати адвокат, спреман да помогне оцу. Прелепа Ајмар, саветник за културу Маја, упознаје Николаса и заљубљује се у њега. Међутим, Маура Дуран, амбициозна и зла девојка, планира да заведе браћу Браво и преотме њихово богатство. Ајмар и Николас покушавају да је спрече и скину проклетство црног бисера са породице Браво…

## Ликови
- Ајмар (Сара Малдонадо) - Привлачна, јединствена и шармантна девојка. Ернанова и Аналијина кћерка, поносна на своје порекло. Борац по природи па чак и у љубави - кад упозна Николаса одлучује борити се за његову љубав..
- Николас (Ерик Елијас) - Одговоран, адвокат који се брине за хацијенду и наставак очевог посла. Ајмар ће на први поглед освојити његово срце, али њихову љубав расклимаће Маура.
- Елисео (Алехандро Томаси) – Интелигентан и арогантан човек. Његова похлепа за моћи и богатством натераће га да изда најбољег пријатеља Ернана. Али проклетство црног бисера ипак ће натерати овог човека да плати своје грехе.
- Давид (Хосе Луис Ресендез) - Снажан и харизматичан младић. Најстарији Елисеов син, заљубљиве природе, не знајући да ће му то донети многобројне проблеме.
- Леонардо (Ернесто Д'Алесио) - Веома интелигентан и осећајан младић, који се диви својој старијој браћи. Иако жели постићи више од њих. Заљубљује се у Мауру и то ће на њега оставити разочаравајући утисак.

## Глумачка постава

### Главне улоге
| Глумац:          | Улога:  |
| ---------------- | ------- |
| Сара Малдонадо   | Ајмар   |
| Ерик Елијас      | Николас |
| Маријана Сеоане  | Маура   |
| Алехандро Томаси | Елисео  |

### Споредне улоге
| Глумац:               | Улога:                   |
| --------------------- | ------------------------ |
| Хосе Луис Ресендез    | Давид                    |
| Ернесто Д'Алесио      | Леонардо                 |
| Мануел Охеда          | Капетан Солис            |
| Ингрид Мартс          | Карина/Сиренита          |
| Арон Ернан            | Отац Августо             |
| Франсес Ондивиела     | Марија Тереза            |
| Урсула Пратс          | Луиса                    |
| Ерика Буенфил         | Патси                    |
| Магда Гузман          | Јоланда                  |
| Умберто Елизондо      | Адвокат Алберти          |
| Хулио Камехо          | Хосе Мигел               |
| Артур Гарсија Тенорио | директор Гастон          |
| Карлос Камара Јр      | Исак                     |
| Алехандра Прокуна     | Марта                    |
| Лиз Вега              | Лисеска                  |
| Евелио Аријас         | Тачо                     |
| Ивон Леј              | Селина                   |
| Фердинандо Валенсија  | Лисандро                 |
| Артуро Посада         | Риго                     |
| Висенте Ерера         | Акилино                  |
| Салвадор Ибара        | Сирило                   |
| Рикардо Гера          | Куко                     |
| Келси Арисменди       | Бриса                    |
| Естебан Франко        | Јавни тужилац            |
| Хуан Карлос Серан     | Лусио                    |
| Хавијер Ортис         | Емилио                   |
| Марибел Фернандез     | Кармелита                |
| Пјетро Ванучи         | Ботел                    |
| Флор Прокуна          | Росалинда                |
| Мар Контрерас         | Пенелопе                 |
| Макарија              | Палома                   |
| Делија Касанова       | Микаела                  |
| Анастасија            | Леонора                  |
| Добрина Кристева      | Клеотилде                |
| Малиљани Марин        | Фабиола                  |
| Патрисија Мартинес    | Доната                   |
| Федерико Пизаро       | Раул                     |
| Мартина Рохас         | Хустина                  |
| Оскар Травен          | Марио                    |
| Флорибел Алехандре    | Набора                   |
| Марта Ортис           | Директор женског затвора |
| Кристијан Вега        | Ернан                    |
| Емилио Елисео         | Давид                    |
| Дареј                 | Леонардито               |
| Химена Саид           | Мала Карина              |
| Адалберто Пара        | Накук                    |
| Еухенија Каудуро      | Анали                    |
| Рене Стриклер         | Ернан                    |
| Хосе Карлос Руис      | Асак                     |
| Марко Уријел          | др Андрес                |
| Виелка Валенсуела     | Адвокат Мендез           |
| Сијена Перескано      | Иксми                    |
| Арчи Ланфранко        | Мануел „Бели Човек“      |
| Алехандро Авила       | Виктор                   |
| Патрисио Кабесут      | Бараса                   |
| Исраел Хаитовик       | Роки                     |